# Eparquía de Muş de los armenios
La eparquía de Muş de los armenios (en latín: Eparchia Muscensis Armenorum) fue una circunscripción eclesiástica de la Iglesia católica en Turquía. Se trataba de una eparquía armenia inmediatamente sujeta al patriarcado de Cilicia de los armenios. Fue suprimida en 1972 y a la vez restaurada como archieparquía titular. Desde su erección como eparquía titular es sede vacante.

## Territorio y organización
La eparquía extendía su jurisdicción sobre los fieles católicos de rito armenio residentes en los distritos de Muş y Van de la provincia de Van y el distrito de Siirt  del Imperio otomano. La conferencia armenia de Roma de 1867 dispuso que su jurisdicción fuera Melitene y Comagene. La eparquía estaba dentro del territorio propio del patriarcado de Cilicia de los armenios.
La sede de la eparquía se encontraba en la ciudad de Muş.

## Historia
Muş se menciona por primera vez como una ciudad en los manuscritos armenios de los siglos IX y X. Muş y la región del Taron fueron capturadas y anexadas al Imperio Bizantino en 969. Después del siglo XI, la ciudad fue gobernada por dinastías turcas islámicas y en 1514 fue capturada por el Imperio otomano.
La eparquía de Muş fue creada el 10 de julio de 1883 con parte del territorio de la eparquía de Garin, siendo sufragánea del patriarcado de Cilicia de los armenios.
En 1890 se reportaron alrededor de 3500 armenios católicos, confiados al cuidado del obispo, 5 sacerdotes armenios y 2 dominicos. Comprendía 5 parroquias en: Muş, Arintsch, Ogunk, Norschen y Bitlis.
En 1898 la Congregación de Propaganda Fide informaba que la eparquía tenía 6000 fieles, con 5 estaciones primarias, 6 iglesias y capillas, y 3 sacerdotes. No había seminario y existían 3 mequitaristas venecianos.
Debido al genocidio armenio de principios del siglo XX, la eparquía, como todas las diócesis armenias turcas, perdió la mayor parte de su población. El último obispo residente fue Hagop Topuzian, quien durante la persecución en 1915 fue quemado vivo a orillas del río Meghraked.

### Sede titular
Una sede titular católica es una diócesis que ha cesado de tener un territorio definido bajo el gobierno de un obispo y que hoy existe únicamente en su título. Continúa siendo asignada a un obispo, quien no es un obispo diocesano ordinario, pues no tiene ninguna jurisdicción sobre el territorio de la diócesis, sino que es un oficial de la Santa Sede, un obispo auxiliar, o la cabeza de una jurisdicción que es equivalente a una diócesis bajo el derecho canónico.
En 1972 todas las eparquías armenias vacantes en Turquía (mencionadas en el Anuario Pontificio como vacantes, impedidas y dispersas) fueron suprimidas y recategorizadas como sedes titulares, por lo que la archieparquía de Constantinopla abarcó desde entonces de iure todo el territorio de Turquía.
La eparquía titular de Muş de los armenios no ha sido conferida a ningún obispo por la Santa Sede.

## Episcopologio
- Pasquale Giamgian (Haroutyoun Djamdjian) † (16 de septiembre de 1884-1 de junio de 1886 nombrado eparca de Prusa)
- Narsete Gindoyan (Djindoyan), C.A.M. † (31 de mayo de 1892-10 de agosto de 1909 falleció)
- Hagop Topuzian † (27 de agosto de 1911-1915 falleció)[8][9]

### Eparcas titulares
- Sede vacante, desde 1972